# Haliotis dalli
Haliotis dalli is een slakkensoort uit de familie van de Haliotidae. De wetenschappelijke naam van de soort is voor het eerst geldig gepubliceerd in 1915 door Henderson.